# حكومة صلاح الدين البكوش الأولى
حكومة صلاح الدين البكوش الأولى هي حكومة تونسية ترأسها صلاح الدين البكوش، ولكنها الأولى التي تشكلت بعد نهاية الاحتلال الألماني لتونس، وعرفت هذه الحكومة عودة الإدارات الاستعمارية التابعة للحماية الفرنسية في تونس.

## السياق
في 14 مايو 1943، تم تنحية محمد المنصف باي من منصبه ونفي في الأغواط في الجزائر. من الغد، تم تنصيب محمد الأمين باي كحاكم على تونس، وقدم محمد شنيق استقالته مع حكومته. تم تعيين حكومة جديدة من قبل المقيم العام الفرنسي ألفونس جوان وذلك برئاسة صلاح الدين البكوش.

## الأعضاء
| الصورة | الوزارة                                                    | الاسم               |
| ------ | ---------------------------------------------------------- | ------------------- |
|        | الوزير الأكبر                                              | صلاح الدين البكوش   |
|        | وزير القلم (الداخلية حاليا)                                | حسن حسني عبد الوهاب |
|        | وزير العدل                                                 | الحبيب الجلولي      |
|        | وزير الحبوس (1943-1945) وزير الشؤون الاجتماعية (1945-1947) | محمد الصالح مزالي   |

## التحويرات الوزارية
في 17 فبراير 1945، تم إنشاء وزارة الشؤون الاجتماعية، وكان أول متحمل لهذا المنصب محمد الصالح مزالي، ووزارة الحبوس التي كان يديرها ألغيت، وأصبحت إدارة عادية ترجع للوزارة الكبرى. هذا الوزارة الجديدة تتكون من جهة من الصحة العامة والمساعدة، ومن جهة أخرى العمل والرعاية الاجتماعية.

لأول مرة، أستطاع وزير تونسي العمل كاملا وبطريقة مستقلة ودون الحاجة لتأشيرة وموافقة الوكيل الفرنسي الذي يراقبه، وهي كذلك أيضا أول مرة يعمل فيها مسؤولين كبار فرنسيين تحت إمرة وزير تونسي. وبخصوص هذا الأمر، تهكم طبيب برتبة عقيد عن هذه المفارقة وقال: الآن ونحن تحت غطاء قائد أصلي، لم يتبقى لنا سوى لبس الشاشية. المقيم العام الفرنسي شارل ماست لم يسامحه على هذه العبارات، وبالرغم من الشفاعة له، أعاده تحت وصاية الجيش.

في 12 فبراير 1947، تم تعيين جان مونس مقيم عام فرنسي جديد، وكانت مهمته الرئيسية القيام بإصلاحات جوهرية. البكوش، الذي يعتبره محمد الصالح مزالي كلطيف عديم الفائدة، تم تنحيته وإنشاء حكومة جديدة.